# Cristina Piaget
Cristina Piaget (Madrid, 14 de mayo de 1969) es una actriz y top model de las más importantes y reconocidas de la historia de España.

## Biografía
Inició su carrera artística a través del Real Conservatorio de Danza Clásica de Madrid, formándose en la London Academy of Músic and Drama y graduándose en la Escuela Nancy Tuñón. Habla 5 idiomas: inglés,francés,italiano,indonesio y español.
Se inició en el mundo de la moda con tan solo 14 años, llegando a ser una de las top models españolas más conocidas y cotizadas a nivel internacional. A los 16 años fue la primera portada de la revista ELLE en España.
Posteriormente trabajaría para grandes diseñadores, especialmente en alta costura, como Christian Dior, Yves Saint Laurent, Valentino, Yohi Yamamoto, Lolita Lempika, Castelbajac, etc.
En una entrevista Paco Rabanne confirmaba que sus modelos favoritas eran Carla Bruni y Cristina Piaget, a las que utilizaba a menudo en sus desfiles.
En paralelo con su carrera de moda ha ido compaginando la de actriz, no en vano creció viendo las películas de su padre Paul Piaget, actor jerezano que participó en una decena de westerns en la época dorada rodados en Almería. Debutó como actriz con tan solo 11 años con el corto de Begoña Menéndez Final del juego.
Decidió dedicarse más a la interpretación y en 1997 se atrevió a subirse al escenario por vez primera con la obra Ruinas estrenada en Madrid, desde entonces ha ido involucrándose cada vez más en su faceta de actriz. Formándose en escuelas por todo el mundo como la prestigiosa LAMDA,(London Academy of Music and Drama) y el Actors Center de Londres realizando la obra de teatro The Winter's Tale de Shakespeare dirigida por Penny Cherns para LAMDA, más tarde le llegaron papeles de reparto junto a Chazz Palminteri, Til Schweiger y Andy Garcia, también participó en el Tribeca Film Festival como actriz seleccionada a través de un corto realizado por la NYU University. Ha trabajado con La Fura dels Baus con un papel de reparto y con Els Comediants en la película cuyo guion fue escrito por Salvador Dalí, Cristina protagonizaba a Gala, sendas películas rodadas en Barcelona.

## Moda
Ha hecho una treintena de anuncios publicitarios de prestigiosas marcas comerciales (Campari, Danone, Soltour, El País). Ha presentado galas de UNICEF, de la ONU, ha participado en la ceremonia de inauguración de los Juegos Olímpicos de Barcelona y ha prestado su imagen a campañas de moda con fines benéficos, como la campaña benéfica contra el sida.
Protagonizó junto al top model sueco Marcus la campaña internacional de gafas para Paco Rabanne.
Ha protagonizado varias portadas a lo largo de su carrera, como Vogue, Elle, Marie Claire, Woman, Telva, Vanidad, Donna, Madame Figaro o Mademoiselle.

## Filmografía

### Películas
- 1992 - Los gusanos no llevan bufanda como María.
- 1998 - Subjúdice como Cantante.
- 1998 - Cuando el mundo se acabe te seguiré amando como Natalia.
- 1998 - Feliz Aniversario como Esther. (Cortometraje).
- 2000 - Babaouo como Matilde
- 2000 - Quiero morir como Enfermera (Cortometraje).
- 2001 - Fausto 5.0 como Mujer Ojerosa.
- 2003 - El brillo interno de las cosas como Olympia (Cortometraje).
- 2003 - No me creo lo que veo como Susan Sealove.
- 2004 - Modigliani como Marie.
- 2005 - La monja como Hermana Úrsula.
- 2006 - Autopsia de un alien como Entrevistadora.
- 2007 - Body Armourcomo Lareina.
- 2007 - Hotel Tívoli como Lady Enigma.
- 2008 - Alta Infidelidad como Sonia (Cortometraje).
- 2010 - Disección de una tormenta como D (Cortometraje).
- 2015 - Witch Girl como Tía Hilda (Cortometraje).

### Series televisivas
- 1999 - Petra Delicado (1 episodio).
- 2001 - Esencia de poder (4 episodios).
- 2019 “Centro Médico “ Isabel

### Teatro
- Ruinas de Thomas Aznar.
- Cuatro corazones con freno y marcha atrás.
- El zoo de cristal.
- The Winter's tale de Penny Cherns.
- Un tranvía llamado deseo de Andrés Rus.